# Lijst van Nederlandse ministers van Onderwijs, Cultuur en Wetenschap
De minister van Onderwijs, Cultuur en Wetenschap staat aan het hoofd van het ministerie van Onderwijs, Cultuur en Wetenschap. Tussen 1848 en 1918 viel dit departement onder het Ministerie van Binnenlandse Zaken.

## Bewindslieden sinds 1848
Sinds 1918 hebben onderstaande personen dit ambt in Nederland vervuld:
| Kabinet | Periode    | Onderwijs, Cultuur en Wetenschap        | Onderwijs, Cultuur en Wetenschap        | Onderwijs, Cultuur en Wetenschap        | Onderwijs, Cultuur en Wetenschap           | Partij          | Partij    |
| --- | ---------- | --------------------------------------- | --------------------------------------- | --------------------------------------- | ------------------------------------------ | --------------- | --------- |
| Kabinet-Schoof | 2024-heden | Eppo Bruins                             | Eppo Bruins                             | Eppo Bruins                             | Eppo Bruins                                |                 | NSC       |
| kabinet-Rutte IV | 2022-2024  | Robbert Dijkgraaf                       | Robbert Dijkgraaf                       | Robbert Dijkgraaf                       | Robbert Dijkgraaf                          |                 | D66       |
| kabinet-Rutte III | 2017-2022  | Ingrid van Engelshoven                  | Ingrid van Engelshoven                  | Ingrid van Engelshoven                  | Ingrid van Engelshoven                     |                 | D66       |
| kabinet-Rutte II | 2012-2017  | Jet Bussemaker                          | Jet Bussemaker                          | Jet Bussemaker                          | Jet Bussemaker                             |                 | PvdA      |
| kabinet-Rutte I | 2010-2012  | Marja van Bijsterveldt                  | Marja van Bijsterveldt                  | Marja van Bijsterveldt                  | Marja van Bijsterveldt                     |                 | CDA       |
| kabinet-Balkenende IV | 2007-2010  | Ronald Plasterk                         | Ronald Plasterk                         | Ronald Plasterk                         | Ronald Plasterk                            |                 | PvdA      |
| kabinet-Balkenende IV | 2007-2010  | André Rouvoet (Jeugd en Gezin)          | André Rouvoet (Jeugd en Gezin)          | André Rouvoet (Jeugd en Gezin)          | André Rouvoet (Jeugd en Gezin)             |                 | CU        |
| kabinet-Balkenende III | 2006-2007  | Maria van der Hoeven                    | Maria van der Hoeven                    | Maria van der Hoeven                    | Maria van der Hoeven                       |                 | CDA       |
| kabinet-Balkenende II | 2003-2006  | Maria van der Hoeven                    | Maria van der Hoeven                    | Maria van der Hoeven                    | Maria van der Hoeven                       |                 | CDA       |
| kabinet-Balkenende I | 2002-2003  | Maria van der Hoeven                    | Maria van der Hoeven                    | Maria van der Hoeven                    | Maria van der Hoeven                       |                 | CDA       |
| kabinet-Kok II | 1998-2002  | Loek Hermans                            | Loek Hermans                            | Loek Hermans                            | Loek Hermans                               |                 | VVD       |
| kabinet-Kok I | 1994-1998  | Jo Ritzen                               | Jo Ritzen                               | Jo Ritzen                               | Jo Ritzen                                  |                 | PvdA      |
| vanaf 1994 Minister van Onderwijs, Cultuur en Wetenschap Welzijn en Volksgezondheid werd in 1994 ondergebracht bij het Ministerie van Volksgezondheid, Welzijn en Sport |            |                                         |                                         |                                         |                                            |                 |           |
| Kabinet | Periode    | Onderwijs en Wetenschappen              | Partij                                  | Partij                                  | Welzijn, Volksgezondheid en Cultuur        | Partij          | Partij    |
| kabinet-Lubbers III | 1989-1994  | Jo Ritzen                               |                                         | PvdA                                    | Hedy d'Ancona                              |                 | PvdA      |
| kabinet-Lubbers II | 1989       | Gerrit Braks                            |                                         | CDA                                     | Elco Brinkman                              |                 | CDA       |
| kabinet-Lubbers II | 1986-1989  | Wim Deetman                             |                                         | CDA                                     | Elco Brinkman                              |                 | CDA       |
| kabinet-Lubbers I | 1982-1986  | Wim Deetman                             |                                         | CDA                                     | Elco Brinkman                              |                 | CDA       |
| vanaf 1982 Minister van Onderwijs en Wetenschappen & Minister van Welzijn, Volksgezondheid en Cultuur                                                                   |            |                                         |                                         |                                         |                                            |                 |           |
| Kabinet | Periode    | Onderwijs en Wetenschappen              | Partij                                  | Partij                                  | Cultuur, Recreatie en Maatschappelijk Werk | Partij          | Partij    |
| kabinet-Van Agt III | 1982       | Wim Deetman                             |                                         | CDA                                     | Hans de Boer                               |                 | CDA       |
| kabinet-Van Agt II | 1981-1982  | Jos van Kemenade                        |                                         | PvdA                                    | André van der Louw                         |                 | PvdA      |
| kabinet-Van Agt I | 1977-1981  | Arie Pais                               |                                         | VVD                                     | Til Gardeniers-Berendsen                   |                 | CDA       |
| kabinet-Van Agt I | 1977-1981  | Arie Pais                               | KVP                                     | VVD                                     | Til Gardeniers-Berendsen                   |                 |           |
| kabinet-Den Uyl | 1973-1977  | Jos van Kemenade                        |                                         | PvdA                                    | Harry van Doorn                            |                 | PPR       |
| kabinet-Biesheuvel II | 1972-1973  | Chris van Veen                          |                                         | CHU                                     | Piet Engels                                |                 | KVP       |
| kabinet-Biesheuvel I | 1971-1972  | Chris van Veen                          |                                         | CHU                                     | Piet Engels                                |                 | KVP       |
| kabinet-De Jong | 1967-1971  | Gerard Veringa                          |                                         | KVP                                     | Marga Klompé                               |                 | KVP       |
| kabinet-Zijlstra | 1966-1967  | Isaac Arend Diepenhorst                 |                                         | ARP                                     | Marga Klompé                               |                 | KVP       |
| kabinet-Cals | 1965-1966  | Isaac Arend Diepenhorst                 |                                         | ARP                                     | Maarten Vrolijk                            |                 | PvdA      |
| vanaf 1965 Minister van Onderwijs en Wetenschappen & Minister van Cultuur, Recreatie en Maatschappelijk Werk                                                            |            |                                         |                                         |                                         |                                            |                 |           |
| Kabinet | Periode    | Onderwijs, Kunsten en Wetenschappen     | Onderwijs, Kunsten en Wetenschappen     | Onderwijs, Kunsten en Wetenschappen     | Onderwijs, Kunsten en Wetenschappen        | Partij          | Partij    |
| kabinet-Marijnen | 1963-1965  | Theo Bot                                | Theo Bot                                | Theo Bot                                | Theo Bot                                   |                 | KVP       |
| kabinet-De Quay | 1959-1963  | Jo Cals                                 | Jo Cals                                 | Jo Cals                                 | Jo Cals                                    |                 | KVP       |
| kabinet-Beel II | 1958-1959  | Jo Cals                                 | Jo Cals                                 | Jo Cals                                 | Jo Cals                                    |                 | KVP       |
| kabinet-Drees III | 1956-1958  | Jo Cals                                 | Jo Cals                                 | Jo Cals                                 | Jo Cals                                    |                 | KVP       |
| kabinet-Drees II | 1952-1956  | Jo Cals                                 | Jo Cals                                 | Jo Cals                                 | Jo Cals                                    |                 | KVP       |
| kabinet-Drees I | 1951-1952  | Theo Rutten                             | Theo Rutten                             | Theo Rutten                             | Theo Rutten                                |                 | KVP       |
| kabinet-Drees-Van Schaik | 1948-1951  | Theo Rutten                             | Theo Rutten                             | Theo Rutten                             | Theo Rutten                                |                 | KVP       |
| kabinet-Beel I | 1946-1948  | Jos Gielen                              | Jos Gielen                              | Jos Gielen                              | Jos Gielen                                 |                 | KVP       |
| kabinet-Schermerhorn-Drees | 1945-1946  | Gerard van der Leeuw                    | Gerard van der Leeuw                    | Gerard van der Leeuw                    | Gerard van der Leeuw                       |                 | PvdA      |
| kabinet-Schermerhorn-Drees | 1945-1946  | Gerard van der Leeuw                    | Gerard van der Leeuw                    | Gerard van der Leeuw                    | Gerard van der Leeuw                       | O, (prot.-chr.) |           |
| kabinet-Gerbrandy III | 1945       | Gerrit Bolkestein                       | Gerrit Bolkestein                       | Gerrit Bolkestein                       | Gerrit Bolkestein                          |                 | VDB       |
| kabinet-Gerbrandy II | 1941-1945  | Gerrit Bolkestein                       | Gerrit Bolkestein                       | Gerrit Bolkestein                       | Gerrit Bolkestein                          |                 | VDB       |
| kabinet-Gerbrandy I | 1940-1941  | Gerrit Bolkestein                       | Gerrit Bolkestein                       | Gerrit Bolkestein                       | Gerrit Bolkestein                          |                 | VDB       |
| kabinet-De Geer II | 1939-1940  | Gerrit Bolkestein                       | Gerrit Bolkestein                       | Gerrit Bolkestein                       | Gerrit Bolkestein                          |                 | VDB       |
| kabinet-Colijn V | 1939       | Bertram Johannes Otto Schrieke          | Bertram Johannes Otto Schrieke          | Bertram Johannes Otto Schrieke          | Bertram Johannes Otto Schrieke             |                 | O, (lib.) |
| kabinet-Colijn IV | 1937-1939  | Jan Rudolph Slotemaker de Bruïne        | Jan Rudolph Slotemaker de Bruïne        | Jan Rudolph Slotemaker de Bruïne        | Jan Rudolph Slotemaker de Bruïne           |                 | CHU       |
| kabinet-Colijn III | 1935-1937  | Jan Rudolph Slotemaker de Bruïne        | Jan Rudolph Slotemaker de Bruïne        | Jan Rudolph Slotemaker de Bruïne        | Jan Rudolph Slotemaker de Bruïne           |                 | CHU       |
| kabinet-Colijn II | 1935       | Jan Rudolph Slotemaker de Bruïne (wnd.) | Jan Rudolph Slotemaker de Bruïne (wnd.) | Jan Rudolph Slotemaker de Bruïne (wnd.) | Jan Rudolph Slotemaker de Bruïne (wnd.)    |                 | CHU       |
| kabinet-Colijn II | 1933-1935  | Hendrik Pieter Marchant                 | Hendrik Pieter Marchant                 | Hendrik Pieter Marchant                 | Hendrik Pieter Marchant                    |                 | VDB       |
| kabinet-Ruijs de Beerenbrouck III | 1929-1933  | Jan Terpstra                            | Jan Terpstra                            | Jan Terpstra                            | Jan Terpstra                               |                 | ARP       |
| kabinet-De Geer I | 1926-1929  | Marius Alphonse Marie Waszink           | Marius Alphonse Marie Waszink           | Marius Alphonse Marie Waszink           | Marius Alphonse Marie Waszink              |                 | RKSP      |
| kabinet-Colijn I | 1925-1926  | Victor Henri Rutgers                    | Victor Henri Rutgers                    | Victor Henri Rutgers                    | Victor Henri Rutgers                       |                 | ARP       |
| kabinet-Ruijs de Beerenbrouck II | 1922-1925  | Johannes Theodoor de Visser             | Johannes Theodoor de Visser             | Johannes Theodoor de Visser             | Johannes Theodoor de Visser                |                 | CHU       |
| kabinet-Ruijs de Beerenbrouck I | 1918-1922  | Johannes Theodoor de Visser             | Johannes Theodoor de Visser             | Johannes Theodoor de Visser             | Johannes Theodoor de Visser                |                 | CHU       |
| vanaf 1918 Minister van Onderwijs, Kunsten en Wetenschappen |            |                                         |                                         |                                         |                                            |                 |           |

## Onder koning Willem I 1814-1840
- Minister van Binnenlandse Zaken, P.L.J.S. van Gobbelschroy, 19 juni 1825 tot 1 januari 1830.
- Minister van Binnenlandse Zaken, Onderwijs en Waterstaat: P.C.Gh. ridder de Coninck, van 30 maart 1824 tot 5 april 1825
- Minister van Publiek Onderwijs, Nationale Nijverheid en Koloniën: Mr. A.R. Falck, van 19 maart 1818 tot 30 maart 1824
- Commissaris-generaal van Onderwijs, Kunsten en Wetenschappen: Jhr. Mr. O. Repelaer van Driel, van 16 september 1815 tot 19 maart 1818
- Minister van Binnenlandse Zaken: Willem Frederik Röell, van 6 april 1814 tot 15 september 1815.

## Uitvoerend Bewind1798-1801
agent van Nationale Opvoeding:
- Dr. J.H. van der Palm, van 1 mei 1799 tot 8 december 1801
- Dr. Th. van Kooten, van 17 februari 1798 tot 1 mei 1799

Minister-president · Algemene Zaken · Asiel en Migratie · Binnenlandse Zaken en Koninkrijksrelaties · Buitenlandse Zaken · Defensie · Economische Zaken · Financiën · Infrastructuur en Waterstaat · Justitie · Klimaat en Groene Groei · Landbouw, Visserij, Voedselzekerheid en Natuur · Onderwijs, Cultuur en Wetenschap · Sociale Zaken en Werkgelegenheid · Volksgezondheid, Welzijn en Sport · Volkshuisvesting en Ruimtelijke Ordening · zonder portefeuille

Voormalige ministeries: 

Eredienst